# 株立ち

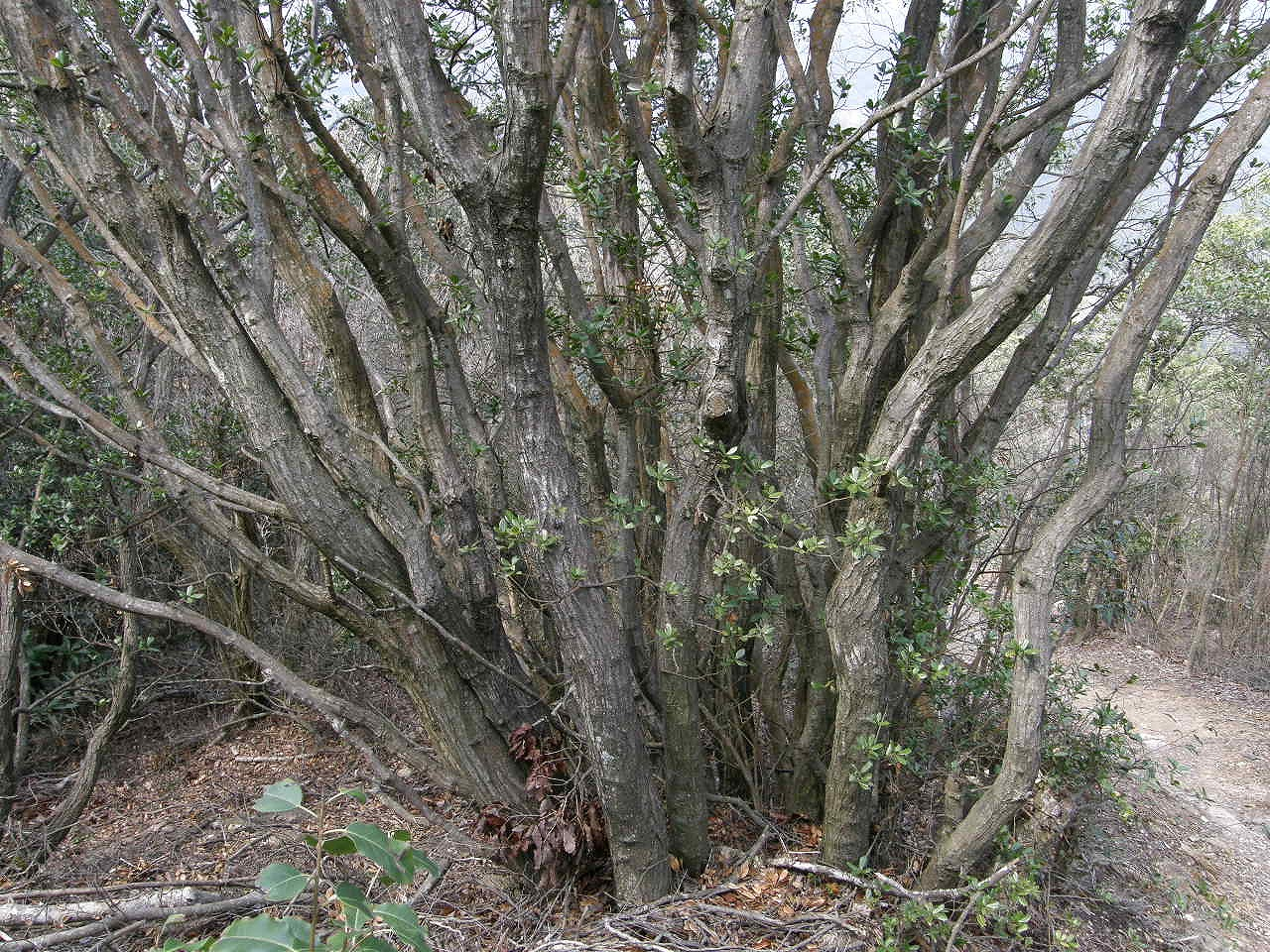
株立ちする雑木

株立ち（かぶだち）とは、維管束植物の形態のひとつで、一本の茎の根元から複数の茎が分かれて立ち上がっている様子をいう。造園、園芸、盆栽の手法としてもよく利用される。
また、伐採された木の根元から立ち上がっているものもある（萌芽更新）。サクラは腐れに弱い樹種だが、一方で根元からも蘖（ひこばえ）を生じやすい。古い桜並木にはしばしば株立ちのものが混じるが、それらは萌芽更新した二次幹である。
株立ち性の樹種は、主幹1本が伸びるものと比べ木材としては細く、形も悪く利用価値が劣るため雑木として扱われるものが多い。一方で樹を残しながら枝を採取しやすく、萌芽再生力も強いものが多いため薪炭用には有利である。また、果樹や花木も枝張りが低位置であることが望ましいため、林業での下枝打ちとは逆に、株立ちやそれに近い姿に仕立てることもある。
野趣にあふれていることからしばしば園芸や盆栽の手法として好まれる。株立ちの場合、幹は1本立ちに比べると細く、軽やかさがあり、かつ1本の木で幹の重なりを表現でき、自然の趣を感じさせるほか、大木になりにくく高さも抑制でき、日本の住宅事情に適合しているため、都会の住宅の植栽にもしばしば利用される。街路樹としては根元側が周囲に広がりやすく下枝がはびこって通行の妨げになるが、生垣などにはむしろ好都合な性質である。

## 概要
植物の株 (stock) とは、普通は草本において、根元で枝分かれした茎が多数束になっているようなものを指す。あるいはその状態を本株立または株立または株立ちと呼ぶ。本株立は一本の幹を切って吹かした株となり、通常の株立ちは何本かの苗木を寄せて仕立てたものを呼ぶ。
例えばチューリップのような植物は一本の花茎とそれを取り巻く葉が出るだけである。しかし、ススキの場合は、茎の根元から側面に根を出して立ち上がり、その根元からは根が出る。それを繰り返す結果、多数の茎が根元で集まった状態になる。このように多数の茎が一つの根元によった状態を株という。茎の根元から側面に新芽を出すのは、草本ではごく普通に見られるものであるから、このような姿になる植物は多い。
茎の側面から出る枝が長く地を這ってから根を下ろし、そこから芽を出す場合もある。このような這う茎を匍匐茎（あるいは匍匐枝）という。根元からすぐに芽を出さず、匍匐茎のみを出すものでは、単独の茎があちこちにバラバラと並ぶ姿になるので、株立ちにはならない。根元からも芽を出して株立ちになりながらも、匍匐茎を出すものもある。
植物では個体の定義が難しいが、根を持った茎を一つの個体と見ることもできる。その場合、側面から出た新しい茎は新しい個体であるので、これは無性生殖のひとつ、栄養生殖の一つの型と見ることができる。事実、多くの栽培植物ではこのようにして生じた新しい茎を切り取って植え替えることで繁殖が行われる。この方法を株分けという。理屈の上では茎一本毎に分けることもできるが、たいていは弱くなるので、ある程度の固まりに分ける。
実際、ある程度株が大きくならないと花が咲かないなど、株全体をもって一個体として機能していると考えた方がよい面もある。シュンラン属のものなどは、葉の着いていない肥大した茎だけが何年分も残っているが、これは栄養分を貯蔵する役割を担っていたり、根は生きていたりするので、ちゃんと役に立っている。

## 仕立て方
園芸や盆栽では人為的に株立ちを仕立てることがあるが、根元から大胆に株を切断しヒコバエを出させ剪定を繰り返す手法（本株立ち）と、複数同種の木の苗を根元で寄せ植えして成長後癒着させ一本の木に見せる手法（寄せ株立ち）がある。

## 株立ちしやすい樹木
- シマトネリコ
- エゴノキ
- カツラ
- ナツツバキ
- ヤマボウシ
- ソヨゴ
- アオダモ
- アオハダ